# آفریقا (فیلم ۱۳۸۹)
آفریقا نام فیلمی ایرانی به کارگردانی هومن سیدی است که در سال ۱۳۸۹ ساخته و در اواخر سال ۱۳۹۱ در شبکهٔ نمایش خانگی توزیع شد.
هومن سیدی پس از ساخت شش فیلم کوتاه نخستین فیلم بلند خود را با نام آفریقا جلوی دوربین برد.

## داستان فیلم
سه جوان خرده‌فروش مواد مخدر که از سر اجبار و غفلت به بدهکاری کشیده شده‌اند، در تنگنایی گرفتار می‌شوند و تصمیم به انجام مأموریتی مشترک می‌شوند. در این میان، دختری وارد زندگیشان شده و سرنوشتشان را دستخوش تغیر می‌کند.

## بازیگران
- شهاب حسینی شهاب
- آزاده صمدی شیرین
- جواد عزتی شهرام
- امیر جدیدی کسرا
- مینا ساداتی
- منصور شهبازی فرید مرغی

## اکران
آفریقا به دلایلی نامشخص موفق به دریافت پروانهٔ نمایش از جانب وزارت ارشاد نشد و در نهایت، سازندگان تصمیم گرفتند فیلم را تحویل شبکهٔ نمایش خانگی دهند که تبدیل به پرفروش‌ترین فیلم‌ شبکهٔ خانگی شد.